# Grossulariàcies
Les grossulariàcies (Grossulariaceae) són una família de plantes de l'ordre de les saxifragals que consta de dos gèneres, set subgèneres i unes 150 espècies.

## Distribució i hàbitat
Habita les regions fredes i humides de l'hemisferi boreal i Sud-amèrica.

## Descripció
Són arbustos de fulla caduca i espinosos o desarmat. Fulles alternes o fasciculades, simples, palmeades i lobulades sovint veteades, estípules absents o adnades als pecíols. Les flors es presenten solitàries o en penjols, són bisexuals o unisexuals per avortament. Tub del calze adnat a l'ovari, lòbuls imbricats. Pètals lliures, més petits que els sèpals. Estams tants com els pètals i alternant amb ells. Ovari ínfer, unilocular, molts òvuls en 2 placentes parietals, estils 2, gairebé unides, estigmes indivisa. Fruit en forma de baia, coronada pel calze persistent.

## Taxonomia
La família va ser descrita per Augustin Pyrame de Candolle i publicat a Flore Française. Troisième Édition 4(2): 405. 1805. El gènere tipus és: Grossularia Mill.

## Gèneres
- Grossularia
- Ribes